# Liste der Monuments historiques in Ploudaniel
Die Liste der Monuments historiques in Ploudaniel führt die Monuments historiques in der französischen Gemeinde Ploudaniel auf.

## Liste der Bauwerke
| Bezeichnung               | Beschreibung       | Standort     | Kennzeichnung | Schutzstatus | Datum | Bild           |
| ------------------------- | ------------------ | ------------ | ------------- | ------------ | ----- | -------------- |
| Kapelle St-Éloy           |                    | (Lage)       | PA00090209    | Inscrit      | 1932  | weitere Bilder |
| Manoir de Trébodennic     | Herrenhaus         | (Lage)       | PA00090210    | Inscrit      | 1932  | weitere Bilder |
| Pierre cultuelle gauloise | halbkugliger Lec’h | (Lage)       | PA00090211    | Classé       | 1950  |                |
| Mühle                     |                    | Kerno (Lage) | PA00090212    | Inscrit      | 1968  |                |

## Liste der Objekte
- Monuments historiques (Objekte) in Ploudaniel in der Base Palissy des französischen Kultusministeriums